# Ottilia Adelborg
Eva Ottilia Adelborg (ur. 6 grudnia 1855 w Karlskronie, zm. 19 marca 1936 w Gagnef) – szwedzka pisarka, malarka, ilustratorka oraz graficzka. Od 2000 roku przyznawana jest literacka nagroda jej imienia, a w miejscowości Gagnef znajduje się jej muzeum.

## Życiorys

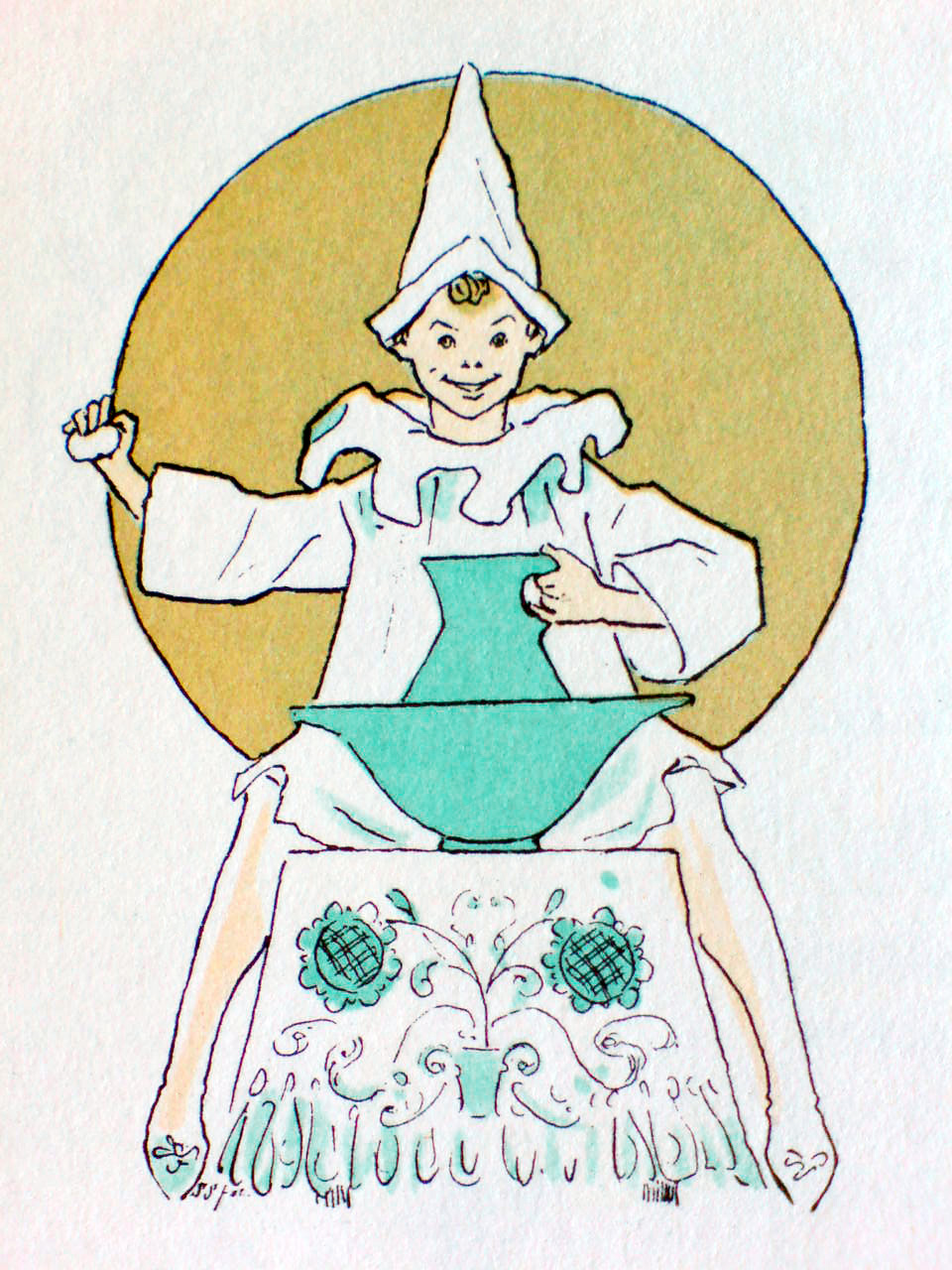
Rysunek z książki Pelle Snygg och barnen i Snaskeby, 1896.

Urodziła 6 grudnia 1855 w Karlskronie. Jej ojcem był komandor porucznik Bror Jacob Adelborg, a matką Hedvig Catharina af Uhr. Miała dwie starsze siostry, Marię i Gertrudę. W latach 1878–1884 studiowała na Szwedzkiej Królewskiej Akademii Sztuki. W 1898 odbyła podróż do Holandii, a trzy lata później do Włoch. W 1905 odbyła podróż do Belgii. 

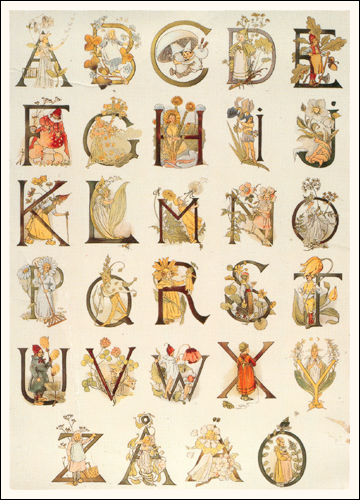
Strona z książki Prinsarnes blomsteralfabet.

Swoją pierwszą książkę wydała w 1855. Była to Barnens Julbok. Gamla visor och rim. Adelborg interesowała się rzemiosłem, a w 1899 została członkinią Szwedzkiego Związku Rzemieślniczego. W 1903 przeprowadziła się do Gagnef, gdzie angażowała się w życie społeczne. Interesowała się kulturą lokalną i życiem codziennym mieszkańców. Założyła szkołę krawiecką, gdzie uczyła robić koronkę klockową. Zajmowała się również projektowaniem tapet ściennych oraz wyposażenia domów. W 1911 zaprojektowała plakat, który promował pierwszą wystawę dzieł szwedzkich artystek.

## Publikacje
- 1885: Barnens julbok : gamla visor och rim
- 1887: Barnens lilla julbok : gamla visor och rim tecknade
- 1888: Almanach 1889
- 1890: Sagan om Askungen
- 1890: Ängsblommor : en samling barnrim och historier upptecknade och ritade
- 1892: Prinsarnes blomsteralfabet
- 1894: Blomstersiffror med rim
- 1896: Pelle Snygg och barnen i Snaskeby
- 1900: Ute blåser sommarvind : vaggvisa
- 1907: Bilderbok : samlad ur barntidningar
- 1909: Från Gagnä-mäns näs : skrifverier och ritningar
- 1912: Småjäntorna och andra visor / ritade (z muzyką Alice Tegnér)
- 1918: Gråns : en by som varit
- 1920: Dalritningar
- 1924: Krabbataska : en gammaldags saga från Estland / bearb. och ritad

Ponadto wykonała ilustracje do wielu innych książek i czasopism.